# Tanahmerah
Tanahmerah is een bestuurslaag in het regentschap Sumenep van de provincie Oost-Java, Indonesië. Tanahmerah telt 941 inwoners (volkstelling 2010).